# Metaxmeste
Metaxmeste is een geslacht van vlinders van de familie van de grasmotten (Crambidae), uit de onderfamilie van de Odontiinae.

## Soorten
- M. elbursana (Amsel, 1961)
- M. nubicola Munroe, 1954
- M. phrygialis (Hübner, 1796)
- M. schrankiana (Hochenwarth, 1785)
- M. sericatalis (Herrich-Schäffer, 1848)
- M. sericella (Hübner, 1790)
- M. staudingeri (Christoph, 1872)